# Гонорат из Фонди
Гонорат из Фонди (середина V века, Самний — 530 год, Фонди) — святой игумен, покровитель города Фонди. Дни памяти — 16 января, 30 апреля и 10 октября.
Святой Гонорат родился примерно в середине V века. Согласно «Диалогам» Григория I Великого, Гонорат был сыном Венанция, поселенца из Пельтуинума. В 522 году он переехал в Фонди, где основал монастырь Святого Магна, посвятил себя расчистке территории, а также стал духовным и моральным наставником населения этого района. Он умер в 530 году.
Его тело (вместе с телами Патерно и Либертино) долгое время было похоронено в монастыре, который он построил. В 1215 году оно было перевезено в собор Фонди. Затем его перенесли в Монтекассино, и в Фонди осталась только глава, сохранившаяся в серебряном бюсте-реликварии.
В «Римском мартирологе» Гонорат записан 16 января. В некоторых бенедиктинских монастырях его память отмечается 30 апреля, но в Фонди, где Гонорат является главным покровителем, его праздник торжественно отмечается 10 октября при большом стечении публики из соседних муниципалитетов, посещающей также ярмарку, которая проводится по этому случаю.